# Calliandra longipes
Calliandra longipes är en ärtväxtart som beskrevs av George Bentham. Calliandra longipes ingår i släktet Calliandra och familjen ärtväxter. Inga underarter finns listade i Catalogue of Life.